# Enzo Busca
Enzo Busca (Vercelli, 3 giugno 1915 – Milano, 26 aprile 2003) è stato un militare, politico e dirigente pubblico italiano.
Prestò servizio nel Battaglione "San Marco" della Regia Marina durante la seconda guerra mondiale, decorato di Medaglia d'argento e Medaglia di bronzo al Valor Militare. Per alcuni mesi nel 1943 fu consigliere nazionale della Camera dei fasci e delle corporazioni.

## Biografia
Nacque a Vercelli, figlio di Mario Busca, uomo politico e funzionario locale, secondogenito di quattro figli. Sin da giovane aderì al fascismo, insieme all'intera famiglia. Iscrittosi al P.N.F. nel 1936, fu direttore federale e segretario dei G.U.F. di Vercelli durante gli anni universitari, carica nella quale gli successe il fratello minore Adriano. In gioventù  fu segretario del Fascio di combattimento di Castino, in provincia di Cuneo, dove la sua famiglia possedeva delle terre.
Si laureò in giurisprudenza presso l'Università di Torino nel 1938 con tesi dal titolo "L'inquadramento sindacale dei singoli" e, in seguito, frequentò l'Accademia Navale di Livorno, dalla quale uscì con il grado di Sottotenente di vascello.

### Carriera militare

#### Regia Marina

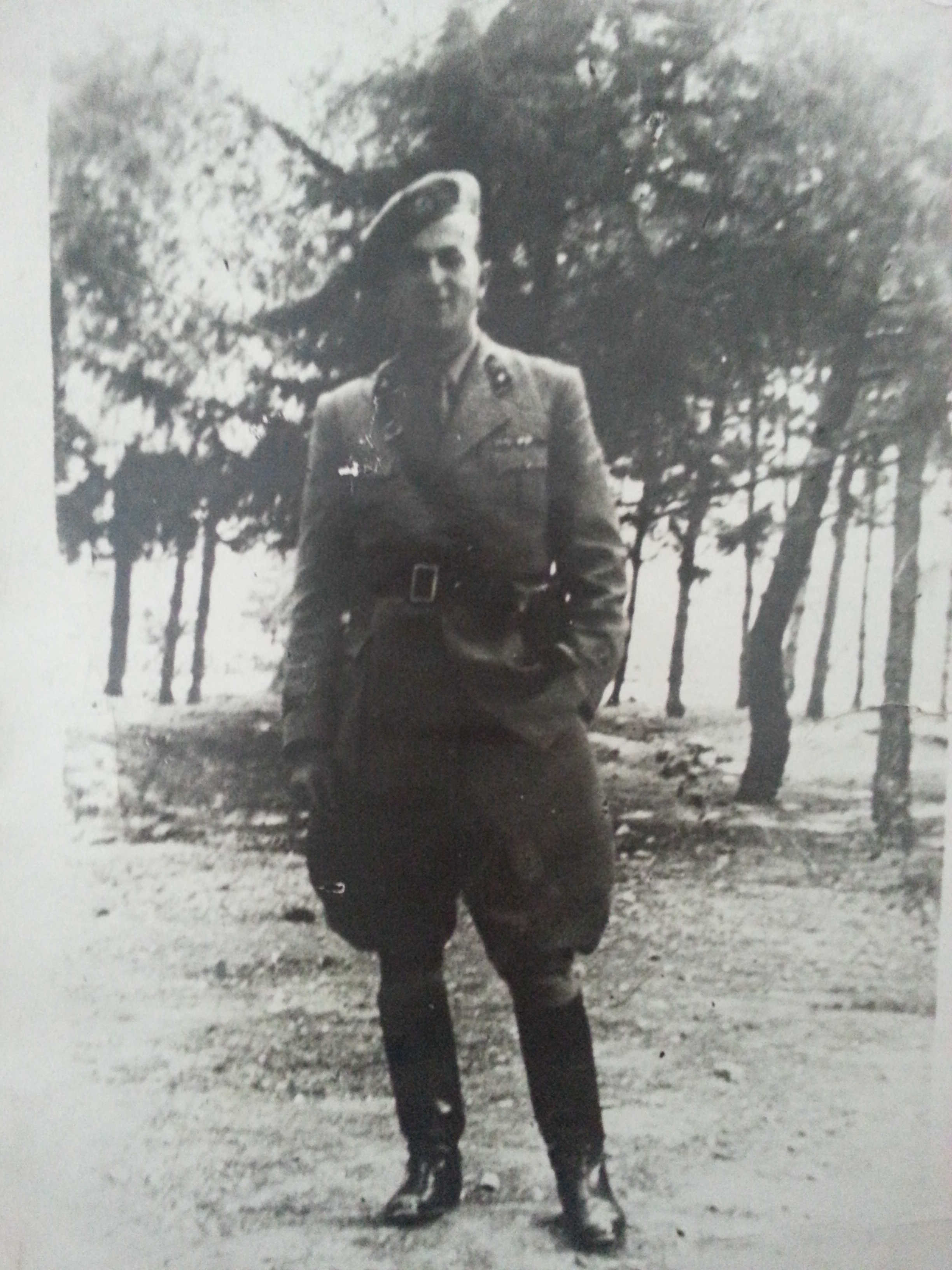
Il ten. Busca a Pola nel 1943

In seguito al diploma presso l'Accademia Navale fu imbarcato sull'incrociatore Pola, quale comandante del plotone da sbarco della nave. In tale veste prese parte all'occupazione italiana dell'Albania nel 1939, sbarcando tra i primi a Durazzo il 7 aprile; per il valore mostrato nell'operazione venne decorato con la Croce di guerra al valor militare.
A partire dal gennaio 1940, su sua richiesta, fu aggregato al Battaglione San Marco, in qualità di tenente commissario dell'unità. In questa veste prese parte alla difesa del Canale di Corinto in Grecia contro gli attacchi aerei britannici nel 1941 e, in seguito, aggregato al I battaglione "Bafile", fu trasferito in Nordafrica a partire dallo stesso anno. Qui, nel 1942, prese parte alla riconquista di Tobruch, venendo decorato con la Medaglia di bronzo al Valor Militare per il coraggio dimostrato in azione; combatté quindi in Egitto prendendo parte alla Prima battaglia di El Alamein. 

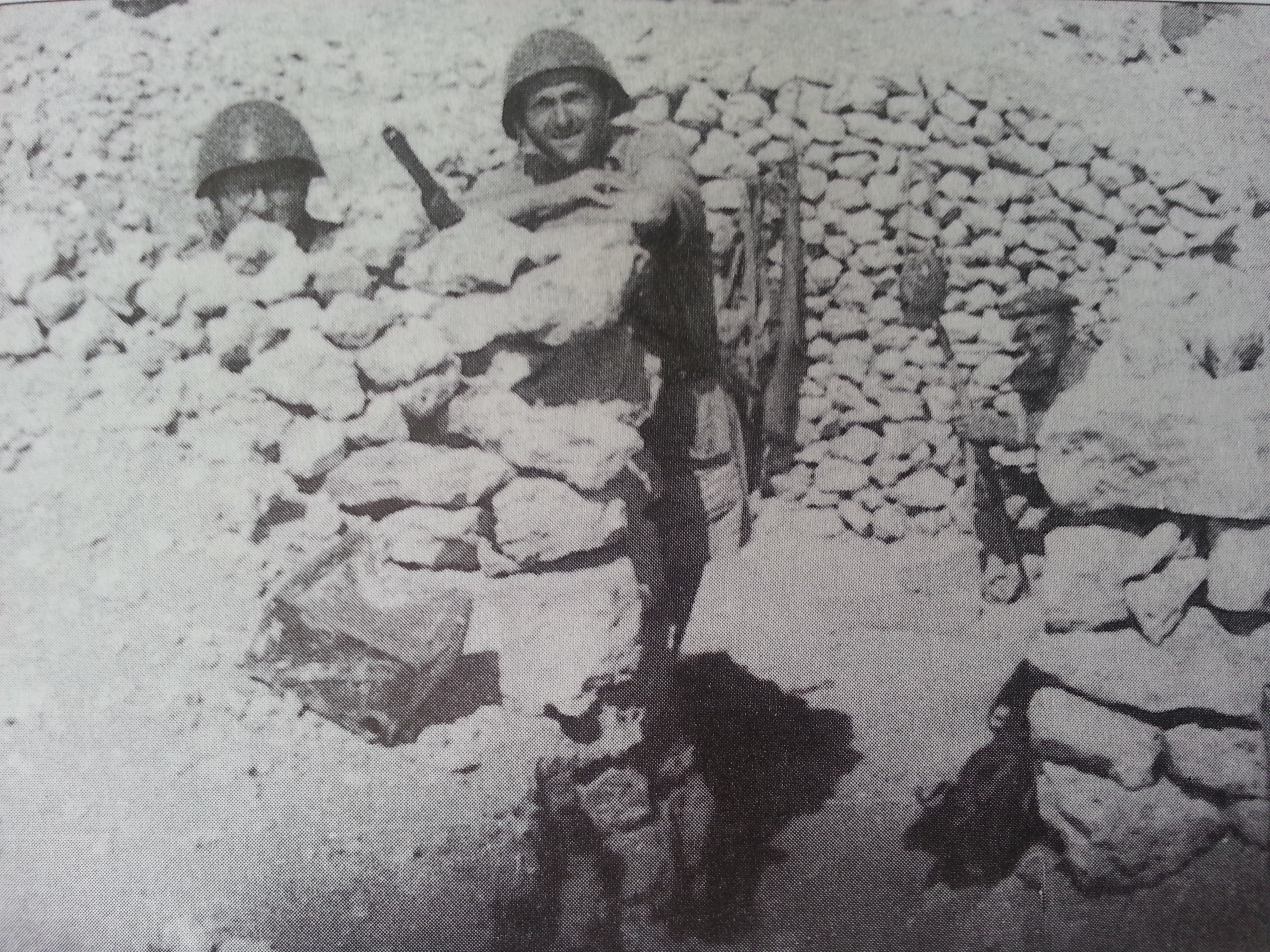
Un caposaldo di Marò del Battaglione San Marco a Got el Ualed, durante la battaglia per Tobruk (al centro della foto il Ten. Enzo Busca), medaglia di bronzo al V.M.

Successivamente fu trasferito  con il "San Marco" a presidio di Tobruch; durante il tentativo di sbarco compiuto dai commando britannici presso la città libica (Operazione Agreement) il tenente Busca, pur gravemente malato e debilitato a causa di una colite amebica, prese il comando di un raccogliticcio gruppo di magazzinieri, furieri e cuochi del reggimento, riuscendo a respingere i nemici con numerose perdite; gravemente ferito negli scontri, fu decorato con la Medaglia d'argento al V.M. per l'impresa compiuta. In seguito a tale episodio Busca, dopo una licenza di due mesi per convalescenza, fu giudicato inabile al fronte per i postumi delle ferite, venendo quindi assegnato al Comando deposito del "San Marco" a Pola.
Dal 24 giugno al 25 luglio del 1943 fu segretario federale del PNF a Terni, a soli 28 anni. Nello stesso periodo, in qualità di membro del Consiglio Nazionale del Partito Nazionale Fascista, fu anche membro della Camera dei fasci e delle corporazioni.

#### Nella RSI
In seguito all'armistizio dell'8 settembre 1943, che lo colse a Iesolo presso il comando del "San Marco", fu brevemente preso prigioniero dai tedeschi, per poi unirsi alla neonata Repubblica sociale. Tornato a Vercelli, fu chiamato in ottobre dal capo della provincia Michele Morsero a ricoprire la carica di commissario del Partito Fascista Repubblicano, mentre il padre Mario già ricopriva la carica di podestà della città piemontese dal 1942.
Tuttavia, Busca decise di tornare a combattere. A fine gennaio 1944, non avendo potuto raggiungere la costituenda Divisione San Marco in Germania, si aggregò dapprima al Battaglione Nuotatori-Paracadutisti (NP), facente parte della X flottiglia MAS. Nel novembre 1943 il ten. Busca venne incaricato dal comandante degli N.P., Nino Buttazzoni, di recarsi a Roma per assumere il comando del locale distaccamento di battaglione e fungere da ufficiale di collegamento con il maggiore tedesco Thun, coordinando le truppe destinate a operare sul fronte adriatico. Dopo aver presentato una relazione al comandante della Decima Junio Valerio Borghese, venne da questi invitato a rientrare a Jesolo per riorganizzare il battaglione N.P.; tuttavia, una volta rientrato, Busca presentò le proprie dimissioni in un lungo memoriale, ritenendo che le vere ragioni del suo allontanamento da Roma fossero state altre. La denuncia avviò un'inchiesta da parte del Ministero della Marina, che confermò quanto affermato da Busca nel suo memoriale. Pienamente riabilitato, si incontrò nuovamente con Borghese nella sua abitazione di Milano nel settembre 1944; fu quindi invitato dal comandante a ritirare le sue dimissioni e si vide offerto da Borghese il comando di un battaglione, che però Busca rifiutò.
Sempre in accordo con Borghese, prese quindi il comando di un gruppo di ex marò del "San Marco", con i quali si unì al battaglione "Valanga", sempre inquadrato nella Decima, andando a costituire la IV compagnia detta "Serenissima". Nonostante il comando della Decima avesse disposto il rientro della compagnia a Venezia dopo il completamento dell'addestramento, Busca rifiutò ostinatamente di obbedire agli ordini, desiderando partecipare all'azione sul campo, sostenuto anche dal Cap. Manlio Morelli, comandante del "Valanga". Ottenne infine di rimanere assegnato in via permanente con i suoi uomini al battaglione e, tra il 1944 e il 1945, partecipò agli scontri con le truppe titine lungo il confine orientale ed in Venezia Giulia.
Prese parte ad un vittorioso ciclo di operazioni in Carnia nel novembre 1944: il battaglione attaccò le brigate partigiane "Garibaldi" e "Osoppo" in Val Tramontina, sconfiggendole e prendendo il controllo della valle alla fine del mese. Il "Valanga" venne quindi assegnato a presidio del villaggio di Britovo, nel goriziano. Nel dicembre del 1944 alla "Serenissima" venne affidato il compito di esfiltrare il battaglione "Fulmine" da Tarnova della Selva. Assunto il comando dei suoi uomini, Busca fu nuovamente ferito alle gambe per lo scoppio di una mina durante il trasferimento in automezzi; incaricò quindi uno dei suoi ufficiali di prendere il comando della compagnia, prima di essere trasferito all'ospedale di Gorizia. Terminata la convalescenza, Busca riprese immediatamente il comando della Compagnia nel febbraio 1945 e, insieme alla II compagnia del cap. Barbesino portò a termine una vittoriosa azione contro i partigiani sul Monte Cimone, nel vicentino, costringendoli alla fuga e permettendo così di liberare dall'assedio reparti di Brigate Nere e Alpini.
In seguito al 25 aprile, il "Valanga" si sciolse ufficialmente a Bassano del Grappa per poi arrendersi al Comitato di Liberazione Nazionale di Trento.
Catturato dai partigiani a Treviglio, fu brevemente detenuto presso le carceri di Bergamo, per essere tuttavia rilasciato dopo alcune settimane. Preso prigioniero di guerra dagli Alleati, fu trattenuto presso i campi di prigionia di Coltano, Grottaglie e Taranto. Qui, soprannominato dai suoi compagni di prigionia "l'Inesauribile", divenne in breve tempo uno dei riferimenti per i prigionieri fascisti repubblicani. Fu infine rilasciato nell'aprile del 1946.

### Nel dopoguerra
Dopo la guerra Busca trovò impiego presso l'Ente nazionale risi e, una volta conseguita l'abilitazione all'esercizio della professione forense, nel 1948, divenne capo dell'ufficio legale dell'ente. Nel 1968 assunse la carica di Direttore generale, fino al pensionamento nel 1980. In tale veste, nel 1978, fu incaricato dal governo di redigere un rapporto sulle conseguenze per l'economia risicola italiana dell'ingresso di Spagna, Portogallo e Grecia nella Comunità economica europea.
Morì a Milano nel 2003. Dalla moglie Liliana Alberghini ha avuto tre figli.

## Riferimenti letterari
Busca e i suoi due fratelli sono citati nel romanzo La malora di Beppe Fenoglio.